# Banana Pi

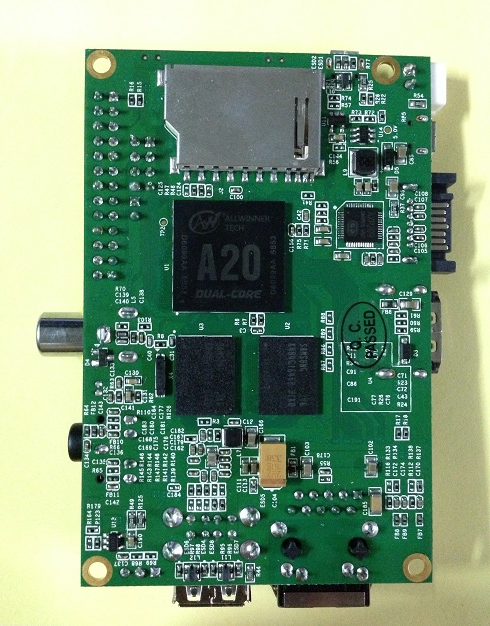
Vue arrière.

Le Banana Pi est une marque d'ordinateurs à carte unique (SBC), fabriqués et conçus en Chine. Ces cartes supportent généralement Android, Ubuntu, ArchLinux, Fedora, Debian et Gentoo Linux. Raspbian peut être supporté mais le processeur est conforme au modèle Debian.
La majorité des cartes utilisent des SoC d'architecture ARM, mais en mai 2024, la marque sort sa première SBC, nommée BPI-F3, utilisant un SoC d'architecture sous licence libre, RISC-V, suivant une évolution du marché des SoC. Le SoC est un SpacemiIT K1, equipé de 8 cœurs 64-bits d'un GPU Imagination IMG BXE-2-32, ainsi que d'un VPU pour le traitement des vidéos et d'un NPU pour l'accélération de l'intelligence artificielle.
Le processeur utilisé sur le premier modèle, simplement nommé Banana Pi, est le Allwinner A20 SoC. Le Banana Pi peut être utilisé comme plateforme de développement de logiciel open-source ainsi que beaucoup d'autres applications,,,,. 
Banana Pi n'est pas en relation directe avec la Raspberry Pi Foundation. Cependant, ce SBC est bien plus puissant comparé au Raspberry Pi 1, et la disposition de la carte se rapproche fortement de celle-ci. Les différences notables sont entre autres sa taille (environ 10 % plus grande), son prix, et le fait que le processeur et la RAM soient montés sur l'arrière de la carte. 

## Version M1
Le Pi M1 est sorti en avril 2014, le M1+ en avril 2015.

### Caractéristiques
Alimenté par un AXP209, le Banana Pi est capable de tenir jusqu'à 1,6 A, ce qui signifie que les utilisateurs peuvent se servir d'un disque dur externe sans avoir besoin d'alimentation externe. C'est probablement possible avec un disque dur externe SSD. Une alimentation externe de 2 A constitue le strict minimum si l'on connecte un HDD 2,5" sur le port SATA. Dès lors que l'on souhaite ajouter des périphériques sur les ports USB, il est recommandé d'utiliser une alimentation externe d'au moins 3 A. 
Le Banana Pi se rapproche également de la carte du Cubieboard 2. Une image de Lubuntu peut être téléchargée, et fonctionne sans souci majeur.

### Caractéristiques techniques
- SoC : Allwinner A20
- CPU : Cortex-A7 dual-core
- GPU : ARM Mali-400 MP2
- Accélération vidéo : CedarX
- Gestion d'affichage : inconnu, support HDMI 1080p, et CVBS
- 1 GiB DDR3 SDRAM
- SD slot (au maximum 64 Go)
- 7-pin SATA port de données (avec une prise d'alimentation séparée), supporte au maximum 4 To de disque dur
- 10/100/1000 connecteur ethernet, avec LED
- 2x ports USB , 1x USB OTG, 1x CSI connecteur pour caméra
- 26 extended pins including I²C, SPI, UART, CAN bus
- Bouton d'allumage et Reset monté sur la carte
- Récepteur IR monté sur la carte
- Microphone incorporé
- câble Jack audio Ø 3,5 mm
- Requiert une alimentation : 5 V pour 2 A
- Dimensions : 9,2 cm × 6 cm

### Systèmes d'exploitation disponibles
- Raspbian pour Banana Pi (Kernel 3.4.90)
- Bananian pour Banana Pi (Kernel 3.4.90)
- Scratch pour Banana Pi (Kernel 3.4.90)
- Lubuntu pour Banana Pi (Kernel 3.4.86)
- Android 4.2.2 pour Banana Pi (Kernel 3.4.39+)
- openSUSE pour Banana Pi (openSUSE 13.1 ; Kernel 3.4.90)
- Fedora pour Banana Pi (Kernel 3.4.90)
- Arch Linux (Kernel 3.4.90)
- Gentoo (Kernel 3.4.90)
- XBMC (RC3) en cours de développement basé sur Lubuntu[9]

## Version M2

### Caractéristique
Cette nouvelle variante du Banana Pi, nommé Banana Pi M2 semble être basé sur le Banana Pi M1 tout en emportant un processeur quad-core. Il a néanmoins perdu son connecteur SATA.

### Caractéristiques techniques
- SoC :
- CPU : Cortex A7 quad-core
- GPU : PowerVR SGX544MP2
- Gestion d'affichage :
- 1 GiB DDR3 (partagé avec le GPU)
- SD slot (au maximum 64 Go)
- 10/100/1000 connecteur ethernet
- Wifi
- 4x port USB, 1x USB OTG
- 2x 20 extended pins including UART, I2C, GPIO, SPI
- Récepteur IR monté sur la carte
- Fiche audio Jack 3,5 mm
- Requiert une alimentation : 5 V pour 2 A

## Tableau comparatif
Tableau en cours de complétion ... (http://www.banana-pi.org/product.html)
|                 | Banana Pi BPI-M1                                                                        | Banana Pi BPI-M1+                                                                       | M2 (Discontinued)                                                              | Banana Pi BPI-M2+ | Banana Pi BPI-M2U | BPI-M2 Berry | Banana Pi BPI-M2M                                                           | Banana Pi BPI-M3 | BPI-W2 | BPI-P2 ZERO | Banana Pi BPI-R2                                            | Banana Pi BPI-M64                                           |
| --------------- | --------------------------------------------------------------------------------------- | --------------------------------------------------------------------------------------- | ------------------------------------------------------------------------------ | --- | --- | --- | --------------------------------------------------------------------------- | --- | --- | --- | ----------------------------------------------------------- | ----------------------------------------------------------- |
| CPU             | A20 ARM Cortex -A7 Dual-Core                                                            | A20 ARM Cortex A7 Dual-Core                                                             | A31S ARM Cortex-A7 Quad-Core, 256K[2] B L1 cache 1MB L2 cache                  | H3 Quad-core Cortex-A7 H.265/HEVC 4K | Quad-core cortex -A7 R40 | Quad-core cortex -A7 V40 | Allwinner R16 ARM Cortex-A7 Quad-Core                                       | Allwinner A83T ARM Cortex-A7 Octa-Core 1.8 GHz, 512KB L1 cache and 1MB L2 cache                                                        | Realtek RTD1296 quad-core ARM A53                                                                             | Quad-core cortex -A7 H2+ | Mediatek MT7623N Quad Core ARM Cortex A7                    | Allwinner 64 Bit Quad Core ARM Cortex A53 1.2 GHz           |
| GPU             | ARM Mali 400 MP2; Complies with OpenGL ES 2.0/1.1                                       | ARM Mali-400 MP2 Complies with OpenGL ES 2.0/1.1                                        | PowerVR SGX544MP2 Comply with OpenGL ES 2.0 OpenCL 1x, DX9_3                   | Mali400MP2 GPU @600 MHz, Supports OpenGL ES 2.0 | MALI-400 MP2 à 500 MHz | MALI-400 MP2 à 500 MHz | Mali 400 MP2                                                                | PowerVR SGX544MP1 Comply with OpenGL ES 2.0 OpenCL 1x, DX9_3                                                                           | Mali T820 MP3 GPU                                                                                             | MALI-400 MP2 | MALI 450 MP4                                                | Dual core Mali 400 MP2                                      |
| Mémoire         | 1GB DDR3                                                                                | 1 GB DDR3                                                                               | 1GB DDR3 (shared with GPU)                                                     | 1GB DDR3 (shared with GPU) | 2GB DDR3 SDRAM (shared with GPU)                                                                                            | 1GB DDR3 SDRAM (shared with GPU)                                                                                            | 512MB LPDDR3                                                                | 2GB LPDDR3 (shared with GPU) | 2GB DDR4 (shared with GPU)                                                                                    | 512MB DDR3 SDRAM (shared with GPU)                                                                                          | 2GB DDR3 SDRAM                                              | 2 GB DDR                                                    |
| Stockage        | SATA 2.0                                                                                | SATA 2.0                                                                                | MicroSD                                                                        | MicroSD, 8GB eMMC onboard | - MicroSD Card(up to 64 GB)/eMMC(8GB onboard) - SATA                                                                        | - MicroSD Card(up to 64 GB) - SATA                                                                                          | 8G eMMC flash onboard MicroSD slot                                          | On Board 8GB eMMC Flash, Micro SD-Card slot, SATA 2.0 Port (USB-to-SATA bridge)                                                        | MicroSD (TF) card, SATA 6 Gbit/s ,eMMC                                                                        | MicroSD Card(up to 64 GB)                                                                                                   | 8G eMMC flash onboard MicroSD slot 2x SATA 2.0 Port         | 8G eMMC flash onboard MicroSD slot                          |
| Réseau          | 10/100/1000 Ethernet 8P8C (1000BASE-T)                                                  | 10/100/1000 Ethernet                                                                    | 10/100/1000 Ethernet 8P8C                                                      | 10/100/1000 Ethernet | 10/100/1000 Mbit/s ethernet (Realtek RTL8211E/D)                                                                            | - 10/100/1000 Mbit/s ethernet (Realtek RTL8211E/D)                                                                          |                                                                             | 10/100/1000 Mbit/s Ethernet (Realtek RTL8211E/D)                                                                                       | 2x 10/100/1000 Mbit/s Ethernet                                                                                | N/A | 5 x 10/100/1000 Mbit/s Ethernet (MT7530)                    | 10/100 Mbit/s Ethernet                                      |
| Wifi            |                                                                                         | WiFi                                                                                    | 802.11 b/g/n                                                                   | SDIO AP6212（option AP6181 AP6335） | 802.11 b/g/n (AP6212) | 802.11 b/g/n (AP6212) | Wi-Fi 802.11 b/g/n                                                          | Wi-Fi 802.11 b/g/n (AP6212) | / | 802.11 b/g/n (AP6212) | Wi-Fi 802.11 b/g/n 2.4G/5G                                  | Wi-Fi 802.11 b/g/n                                          |
| Bluetooth       |                                                                                         | Bluetooth 4.0                                                                           |                                                                                | BT 4.0 | BT4.0 (AP6212) | BT4.0 (AP6212) | Bluetooth 4.0                                                               | Bluetooth BT4.0 | / | BT4.0 (AP6212) | BT4.1 (MT6625L)                                             | Bluetooth 4.0                                               |
| Entrée(s) vidéo | A CSI input connector allows for the connection of a designed camera module             | A CSI input connector allows for the connection of a designed camera module             | A CSI input connector allows for the connection of a designed camera module    | A CSI input connector Camera:1 Supports 8-bit YUV422 CMOS sensor interface,2 Supports CCIR656 protocol for NTSC and PAL, 3 Supports SM pixel camera sensor, 4 Supports video capture solution up to 1080p@30fps | CSI connector that supports 8-bit YUV422 CMOS sensor CSI, CCIR656 protocol for NTSC and PAL, 5MP camera, 1080p video à 30Hz | CSI connector that supports 8-bit YUV422 CMOS sensor CSI, CCIR656 protocol for NTSC and PAL, 5MP camera, 1080p video à 30Hz | A CSI input connector allows for the connection of a designed camera module | A CSI input connector allows for the connection of a designed camera module                                                            | HDMI | CSI connector that supports 8-bit YUV422 CMOS sensor CSI, CCIR656 protocol for NTSC and PAL, 5MP camera, 1080p video à 30Hz |                                                             |                                                             |
| Sortie(s) vidéo | HDMI, CVBS, LVDS/RGB                                                                    | HDMI, CVBS, LVDS/RGB                                                                    | HDMI, LVDS/RGB                                                                 | Supports HDMI output with HDCP, Supports HDMI CEC, Supports HDMI 30 function, Integrated CVBS, Supports simultaneous output of HDMI and CVBS                                                                    | - HDMI 1.4 1080P60 - MIPI DSI for RAW LCD panels                                                                            | - HDMI 1.4 1080P60 - MIPI DSI for RAW LCD panels                                                                            | MIPI Display Serial Interface (DSI) for raw LCD Panel                       | HDMI 1.4 (Type A Full), MIPI Display Serial Interface (DSI) for raw LCD Panel                                                          | HDMI,Mini DP                                                                                                  | Mini HDMI | HDMI (Type A) output with HDCP 1.4                          | HDMI port and multi-channel audio output MIPI LCD interface |
| Entrée(s) audio |                                                                                         |                                                                                         |                                                                                | | On board microphone | | onboard microphone                                                          | On board microphone | I2S,onboard MIC                                                                                               | N/A |                                                             | onboard microphone                                          |
| Sortie(s) audio | 3.5mm jack and HDMI                                                                     | 3.5mm jack and HDMI                                                                     | 3.5mm jack and HDMI                                                            | HDMI | 3.5 mm Jack and HDMI | 3.5 mm Jack and HDMI | 3.5mm jack                                                                  | 3.5mm jack and HDMI | HDMI, I2S audio                                                                                               | N/A | HDMI                                                        | 3.5mm jack and HDMI                                         |
| Alimentation    | 5 volts DC via Micro USB or GPIO                                                        | 5V/2A via Micro USB (DC in only) and / or Micro USB OTG                                 | 5 volt via Micro USB (DC in Only) and/or Micro USB OTG                         | 5V/2A DC input can supply power, but USB OTG input don’t supply power | 5V 2A DC port | 5V 2A Micro USB | 5 volt @2A                                                                  | 5 volt @2A via DC Power and/or Micro USB (OTG)                                                                                         | 12V 2A via DC power                                                                                           | 5V 2A Micro USB | 12 volt @2A                                                 | 5 volt @2A                                                  |
| Port(s) USB     | 2x USB 2.0 (direct from Allwinner A20 chip)                                             | 2x USB 2.0 (direct from Allwinner A20 chip)                                             | 4 USB PORT 2.0                                                                 | two USB 2.0 HOST, one USB 2.0 OTG | 3x USB 2.0, USB OTG(Micro USB)                                                                                              | 4x USB 2.0, USB OTG(Micro USB)                                                                                              | 1 x USB 2.0 ports 1 x USB 2.0 OTG                                           | USB 2.0 PORT (x2), USB OTG (x1) | - 1x USB 3.0 host - 2x USB 2.0 OTG - 1 type C interface                                                       | USB OTG(Micro USB) | 2 x USB 3.0 ports 1 x USB 2.0 OTG (1 mini pcie interface)   | 2 x USB 2.0 ports 1 x USB 2.0 OTG                           |
| Bouton(s)       |                                                                                         |                                                                                         | Reset , Power , U-boot                                                         | Reset , Power , U-boot | Reset , Power , U-boot | Reset , Power , U-boot |                                                                             | Reset, Power and U-boot | Reset , Power , U-boot                                                                                        | 2 |                                                             | Reset , Power , U-boot                                      |
| GPIO            | GPIO, UART, I2C BUS, SPI BUS, WITH TWO CHIP SELECTS, CAN bus, ADC, PWM, +3.3V, +5V, GND | GPIO, UART, I2C BUS, SPI BUS, WITH TWO CHIP SELECTS, CAN bus, ADC, PWM, +3.3V, +5V, GND | GPIO, UART, I2C BUS, SPI BUS, WITH TWO CHIP SELECTS, ADC, PWM, +3.3V, +5V, GND | 40 Pins Header,compatible with Raspberry Pi B+ | 40 Pins: GPIO, UART, I2C bus, I2S bus, SPI bus, PWN, +3.3v, +5v, ground                                                     | 40 Pins: GPIO, UART, I2C bus, I2S bus, SPI bus, PWN, +3.3v, +5v, ground                                                     | GPIO (x28) Power (+5V, +3.3V and GND) UART, I2C, SPI or PWM                 | 40 Pin Header : GPIO (x28) and Power (+5V, +3.3V and GND). Some of I/O Pin can be used for specific functions as UART, I2C, SPI or PWM | 40 Pins Header, 28×GPIO, some of which can be used for specific functions including UART, I2C, SPI, PWM, I2S. | 40 Pins | GPIO (x28) Power (+5V, +3.3V and GND) UART, I2C, SPI or PWM | GPIO (x28) Power (+5V, +3.3V and GND) UART, I2C, SPI or PWM |
| LED             | Power Key & 8P8C                                                                        | Power Key & 8P8C                                                                        | Power Key & 8P8C                                                               | Power led & Status led | Power status Led and RJ45 Led                                                                                               | Power status Led and RJ45 Led                                                                                               |                                                                             | Power Status and 8P8C | Red, Green, Blue                                                                                              | Power status Led |                                                             |                                                             |
| IR              | IR                                                                                      |                                                                                         | IR                                                                             | IR input on board | Onboard IR receiver | Onboard IR receiver |                                                                             | IR Receiver (x1) | / | N/A |                                                             |                                                             |
| OS              | Android and Linux                                                                       | Android 4.4, Android 4.2, Raspbian, Lubuntu, Open Suse, Debian                          | Android and Linux etc.                                                         | Android, Ubuntu, Debian, Raspberry Pi Image | Android and Linux etc.OS | Android and Linux etc.OS | Android and Linux                                                           | Android and Linux | Linux | Android and Linux etc.OS | OpenWRT, Debian, Ubuntu...                                  | Android and Linux                                           |
| Dimensions      | 92 mm × 60 mm                                                                           | 92 mm × 60 mm                                                                           | 92 mm × 60 mm                                                                  | 65 mm × 65 mm | 92mm x 60mm | 92mm x 60mm | 51x51mm                                                                     | 92x60mm | 148 mm x 100.5mm                                                                                              | 60mm x 30mm | 148 mm × 100.5mm                                            | 92x60mm                                                     |
| Poids           | 48g                                                                                     | 48g                                                                                     | 52g                                                                            | 48g | 45g | 45g | 40g                                                                         | 48g | 100g | 35g | 100g                                                        | 48g                                                         |
| Date de sortie  | Avril 2014                                                                              | Avril 2015                                                                              | Avril 2015                                                                     | Avril 2016 | Nov 2016 | Mai 2017 | Nov 2017                                                                    | Nov 2015 | 2018 | Juillet 2018 | 2017                                                        | Nov 2016                                                    |

|                 |  |  |  |  | Banana Pi BPI-R1 | Banana Pi BPI-D1 | Banana Pi BPI-G1 | AIWorld P1 |  |
| --------------- |  |  |  |  | ---------------- | ---------------- | ---------------- | ---------- |  |
| CPU             |  |  |  |  |                  |                  |                  |            |  |
| GPU             |  |  |  |  |                  |                  |                  |            |  |
| Mémoire         |  |  |  |  |                  |                  |                  |            |  |
| Stockage        |  |  |  |  |                  |                  |                  |            |  |
| Réseau          |  |  |  |  |                  |                  |                  |            |  |
| Wifi            |  |  |  |  |                  |                  |                  |            |  |
| Bluetooth       |  |  |  |  |                  |                  |                  |            |  |
| Entrée(s) vidéo |  |  |  |  |                  |                  |                  |            |  |
| Sortie(s) vidéo |  |  |  |  |                  |                  |                  |            |  |
| Entrée(s) audio |  |  |  |  |                  |                  |                  |            |  |
| Sortie(s) audio |  |  |  |  |                  |                  |                  |            |  |
| Alimentation    |  |  |  |  |                  |                  |                  |            |  |
| Ports USB       |  |  |  |  |                  |                  |                  |            |  |
| Bouton(s)       |  |  |  |  |                  |                  |                  |            |  |
| GPIO            |  |  |  |  |                  |                  |                  |            |  |
| LED             |  |  |  |  |                  |                  |                  |            |  |
| IR              |  |  |  |  |                  |                  |                  |            |  |
| OS              |  |  |  |  |                  |                  |                  |            |  |
| Dimensions      |  |  |  |  |                  |                  |                  |            |  |
| Poids           |  |  |  |  |                  |                  |                  |            |  |
| Date de sortie  |  |  |  |  | Oct 2014         | Oct 2014         | Avril 2015       |            |  |